# Prionotus punctatus
Prionotus punctatus és una espècie de peix pertanyent a la família dels tríglids.

## Descripció
- Fa 40 cm de llargària màxima (normalment, en fa 30).[5][6]

## Alimentació
Menja gambes, crancs i d'altres crustacis, i peixos.

## Depredadors
És depredat per Squatina guggenheim.

## Hàbitat
És un peix marí, demersal i de clima subtropical que viu fins als 190 m de fondària (normalment, entre 18 i 70).

## Distribució geogràfica
Es troba a l'Atlàntic occidental: des de Belize i Jamaica fins a l'Argentina, incloent-hi les Antilles, Centreamèrica i Sud-amèrica.

## Observacions
És inofensiu per als humans i comercialitzat com a peix d'aquari a Ceará (el Brasil).